# 鞍山道
鞍山道是中国天津市和平区的一条道路，东北到兴安路，西到卫津路，全长2392米，宽14米。目前，鞍山道地区是天津市历史风貌建筑的聚集地之一，大量的名人故居坐落于此。由于鞍山道历史风貌保存完好已被天津市规划局确定为“鞍山道历史文化街区”并加以保护和修缮。

## 历史
鞍山道所在地区在1898年9月29日被划入天津日租界，1903年日租界正式成立时才开始修筑道路，逐渐形成该界一条重要道路，时名宫岛街。后来，大量名人纷纷在此街区定居，如：清朝末代皇帝溥仪，安福系军阀、民国时期参议院议员、驻日公使陆宗舆，清代湖北提督兼驻武昌新建陆军第八镇统制张彪，原湖广总督、北洋政府陆军部总长、中华民国总理段祺瑞等。1946年，国民政府收复后更名迪化道，1953年更名鞍山道沿用至今。

## 现况与发展
鞍山道目前东北到兴安路，西至卫津路，全长2392米，宽14米，路面面积为30163平米，为沥青路面。两侧人行道均宽14米，人行道面积为16671平米。沿途建有武德殿、静园、张园、段祺瑞故居等建筑。

## 建筑
目前，鞍山道现存比较著名的建筑有：

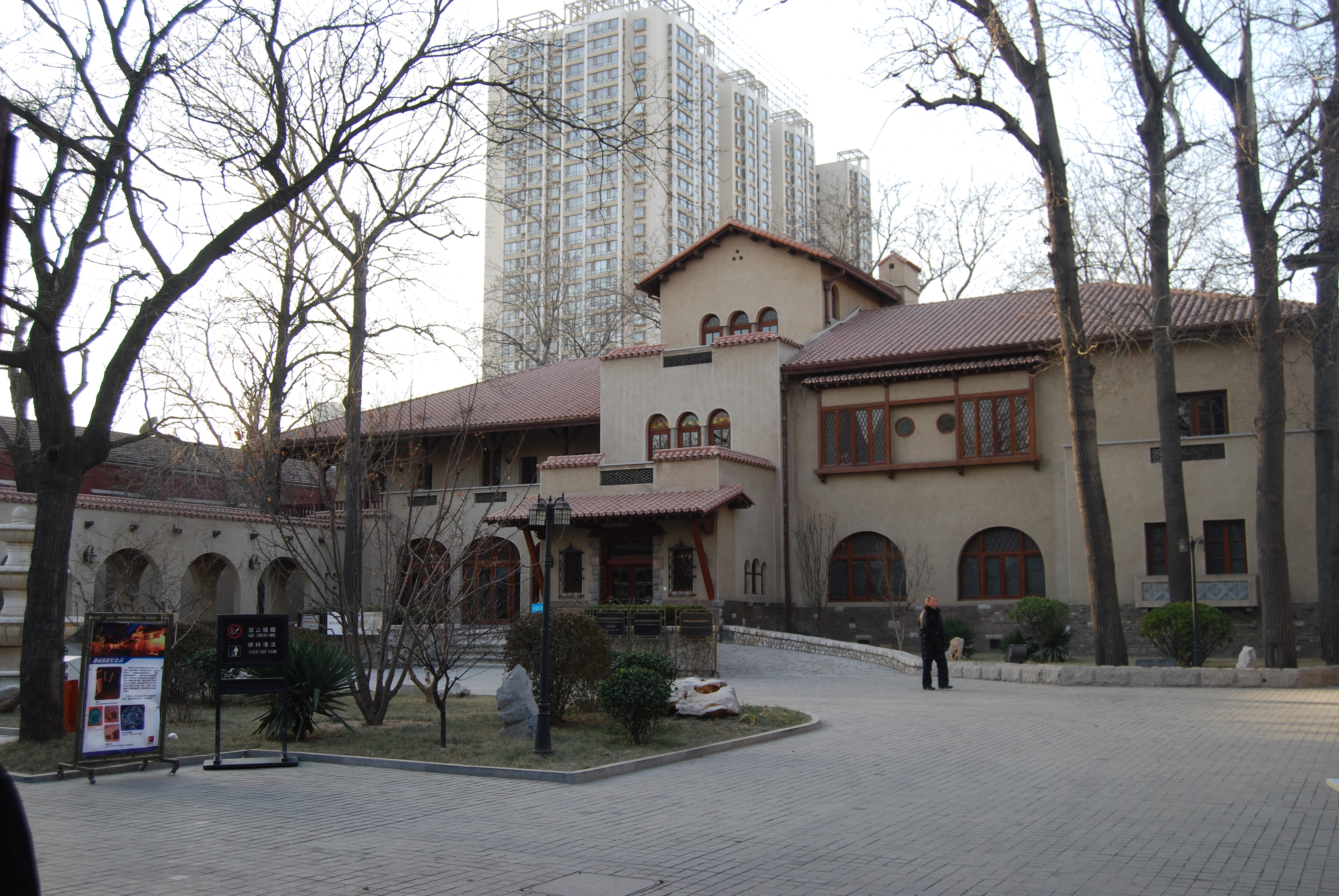
鞍山道上的溥仪故居静园

- 天津市文物保护单位：武德殿，鞍山道228号。
- 天津市文物保护单位：静园，鞍山道70号。
- 天津市文物保护单位：张园，鞍山道59号。
- 天津市历史风貌建筑：段祺瑞故居，鞍山道38号。[4]

## 交汇道路

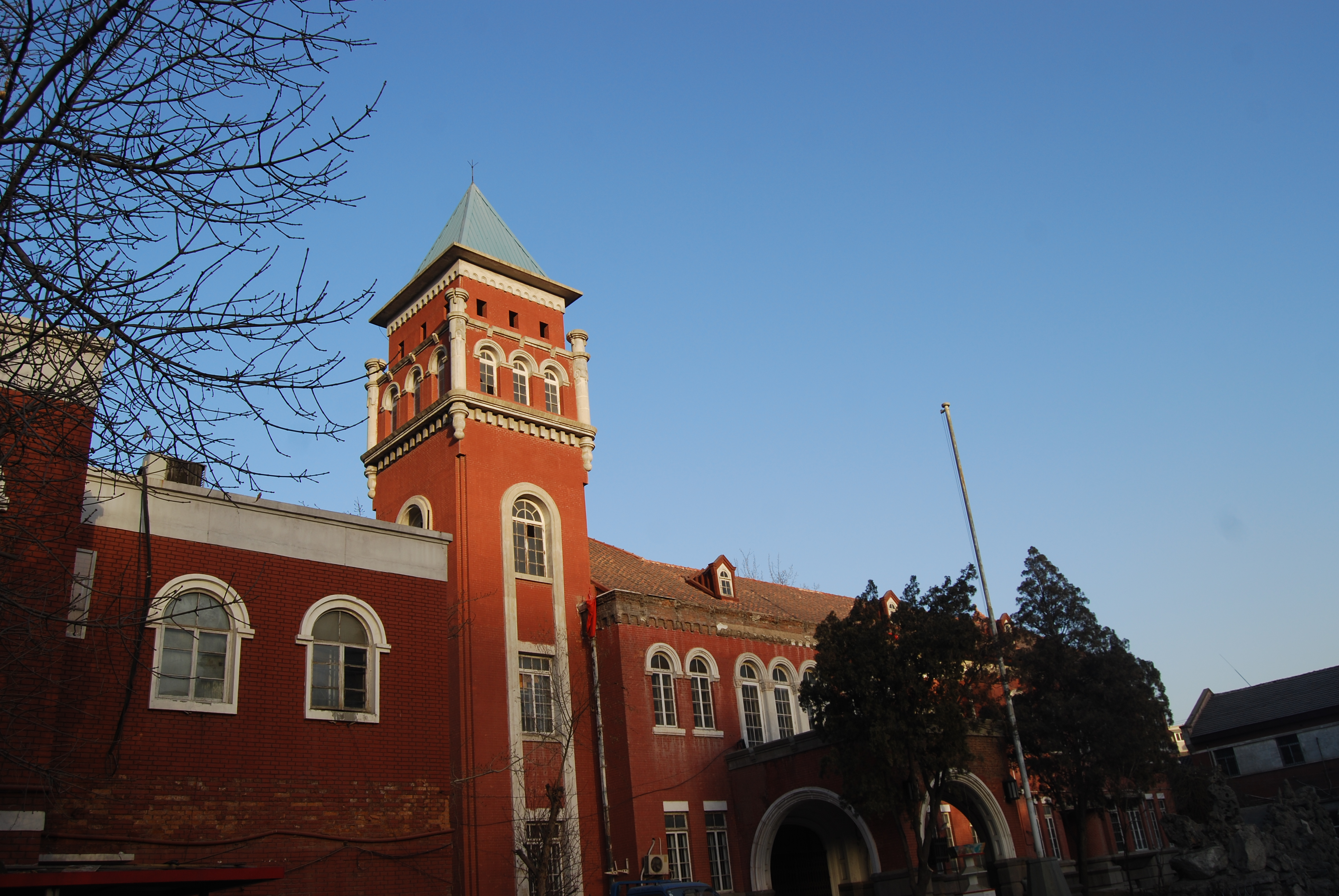
鞍山道与山西路交口的天津张园

目前，与鞍山道相交汇的主要道路有：
- 张自忠路，原山口街
- 嫩江路，原曙街
- 兴安路，原寿街
- 和平路，原旭街
- 辽宁路，原常磐街
- 新华路，原荣街
- 山东路，原花园街
- 河北路，原芙蓉街
- 蒙古路，原桔街
- 河南路，原春日街
- 察哈尔路，原吉野街
- 山西路，原明石街
- 林西路，原香取街
- 陕西路，原须磨街
- 宁夏路，原石山街
- 甘肃路，原淡路街
- 新疆路，原三岛街
- 青海路，原加茂街
- 南京路，原住吉街
- 新兴路，原海光寺路

## 延伸閱讀
- （英文）O.D.Rasmussen. . 天津: 天津印字馆（1925）.
- （中文）费成康. . 上海: 上海社会科学院出版社. 1992年. ISBN 7-80515649-2.